# Giovanni Michelotti

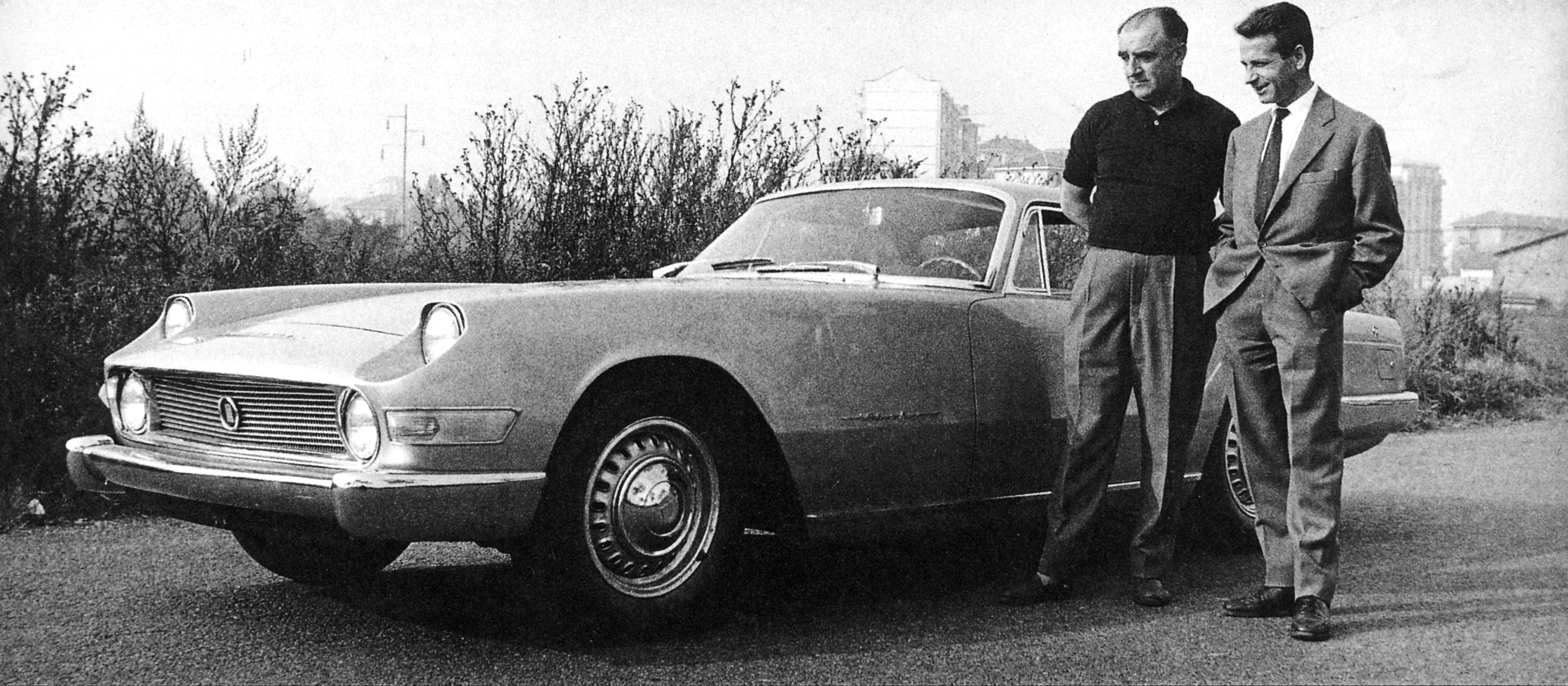
Giovanni Michelotti à direita, com Enrico Nardi e o Plymouth Silver Ray 1960.

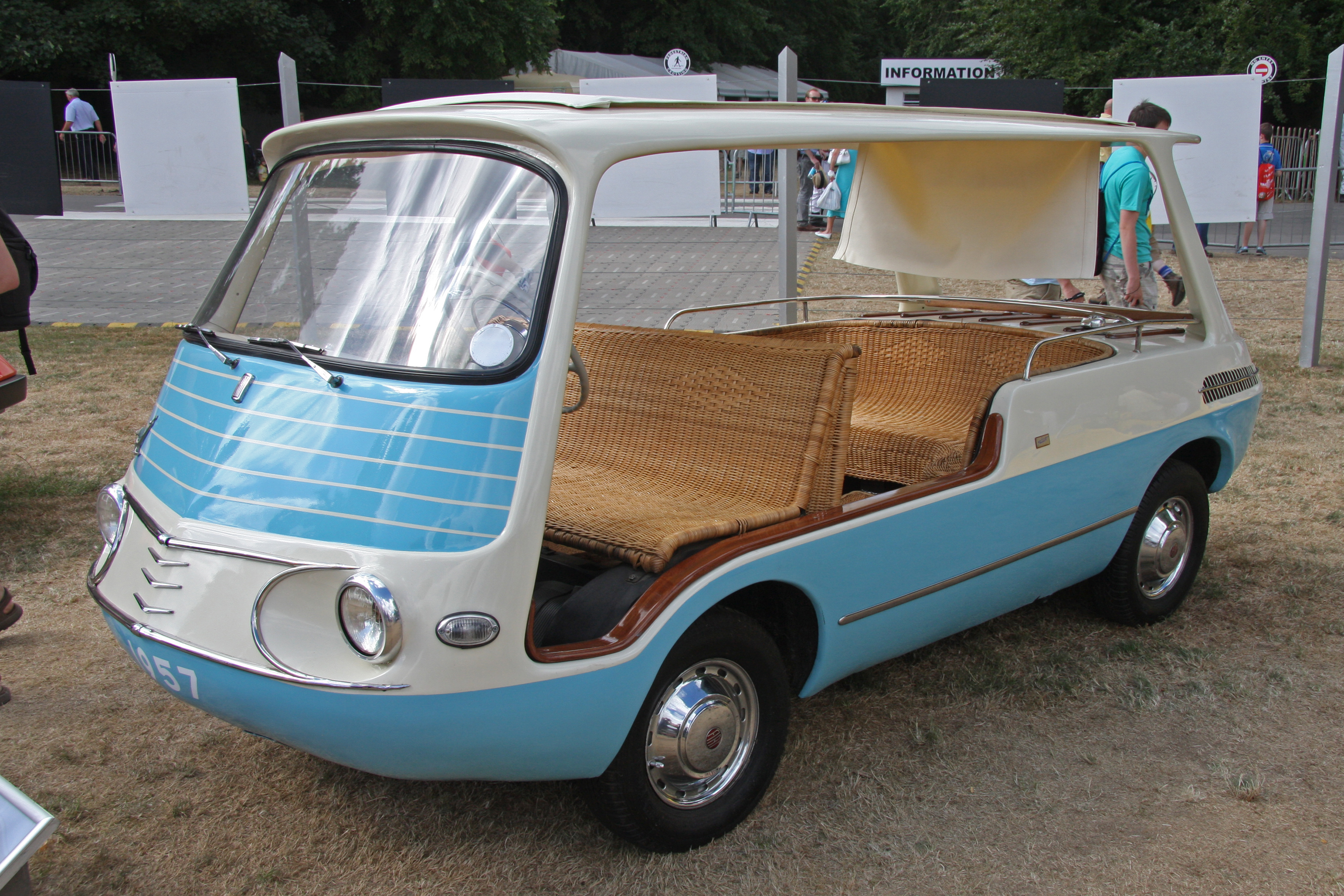
Marinella 1957, baseado no Fiat 600 Multipla, carroceria de Fissore

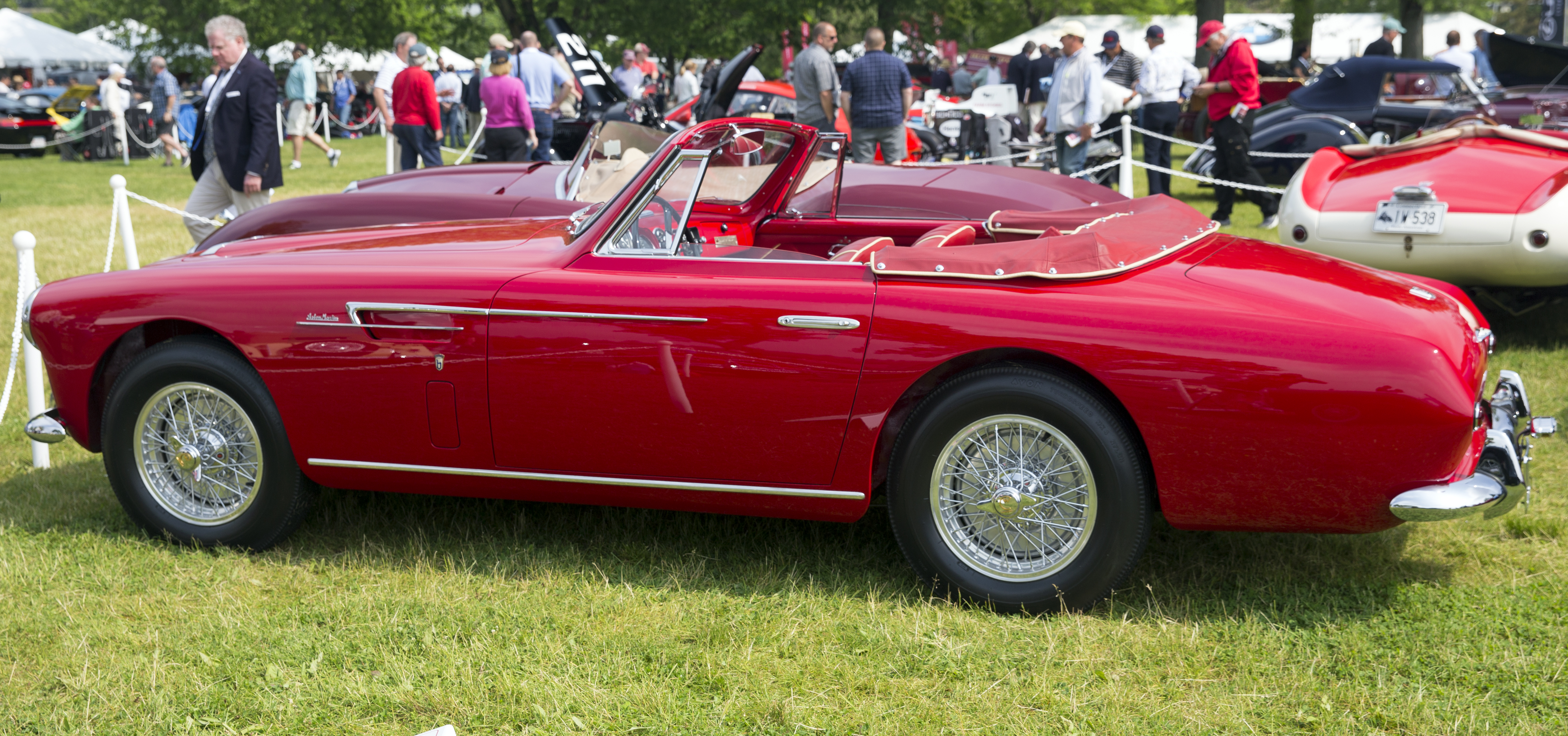
Aston Martin DB2/4 Bertone Drophead Coupé

Giovanni Michelotti (6 de outubro de 1921 - 23 de janeiro de 1980 ) foi um dos mais reconhecidos e produtivos designers de carros esportivos do século XX. Suas contribuições notáveis foram para as marcas Ferrari, Lancia, Maserati e Triumph Motor Company. Ele também participou de projetos de caminhões para a Leyland Motors e de projetos para a British Leyland (incluindo o ônibus Leyland National) após a fusão da Leyland e da BMC.
Nascido em Turim, Itália, Giovanni Michelotti trabalhou para construtores de carrocerias, incluindo Stabilimenti Farina, Vignale, Allemano, Bertone, Ghia, Ghia-Aigle, Scioneri, Monterosa, Viotti, Fissore e OSI, antes de abrir seu próprio estúdio em 1959. Ele também trabalhou com fabricantes que de carros próprios baseados em Fiat e outros mecânicos como: Siata, Moretti, Francis Lombardi e Nardi. A partir de 1962, Michelotti concluiu a cooperação com a Carrozzeria Vignale e iniciou as suas próprias atividades de construção de carrocerias.
No final da sua vida, questionado se alguma vez tinha desenhado outra coisa que não carros, Giovanni Michelotti assumiu que praticamente todo o seu trabalho de design envolvia carros, mas que também havia feito uma máquina de fazer café pouco depois da guerra.

## Alfa Romeo
- Alfa Romeo 6C 2500 SS Coupè e Cabriolet para Stabilimenti Farina[3]
- Alfa Romeo 1900 La Fleche Spider e Coupé para Vignale; Coupè e Spider para Ghia; Lugano Coupé e Spider para Ghia-Aigle[6]
- Alfa Romeo 2000 Vignale Coupé, Ghia-Aigle Coupé e Cabriolet
- Alfa Romeo Giulietta Sprint Veloce Michelotti Goccia, 1961[7]
- Alfa Romeo 2600 Berlina De Luxe para OSI

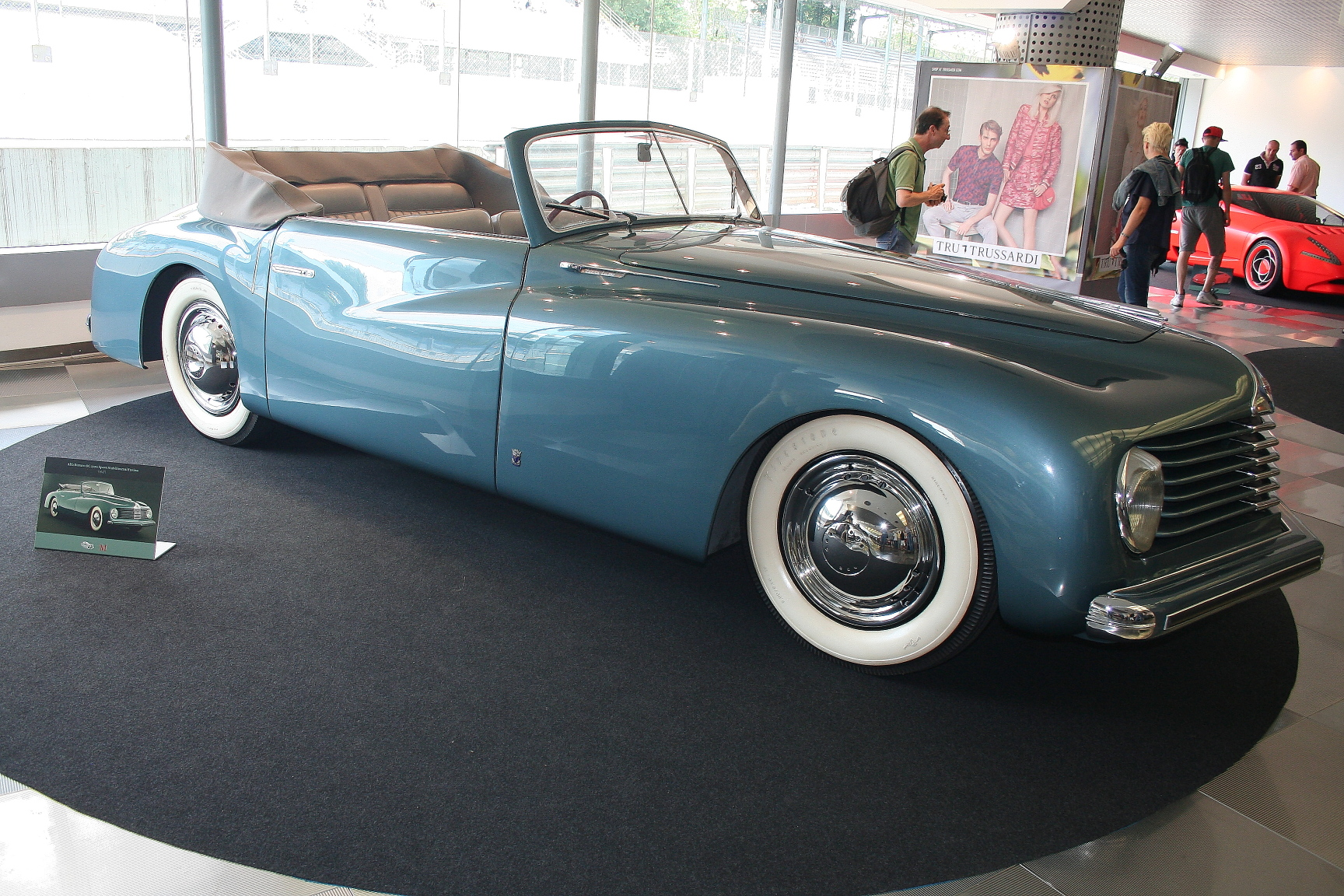
1947 Alfa Romeo 6C 2500 SS Stabilimenti Farina Cabriolet
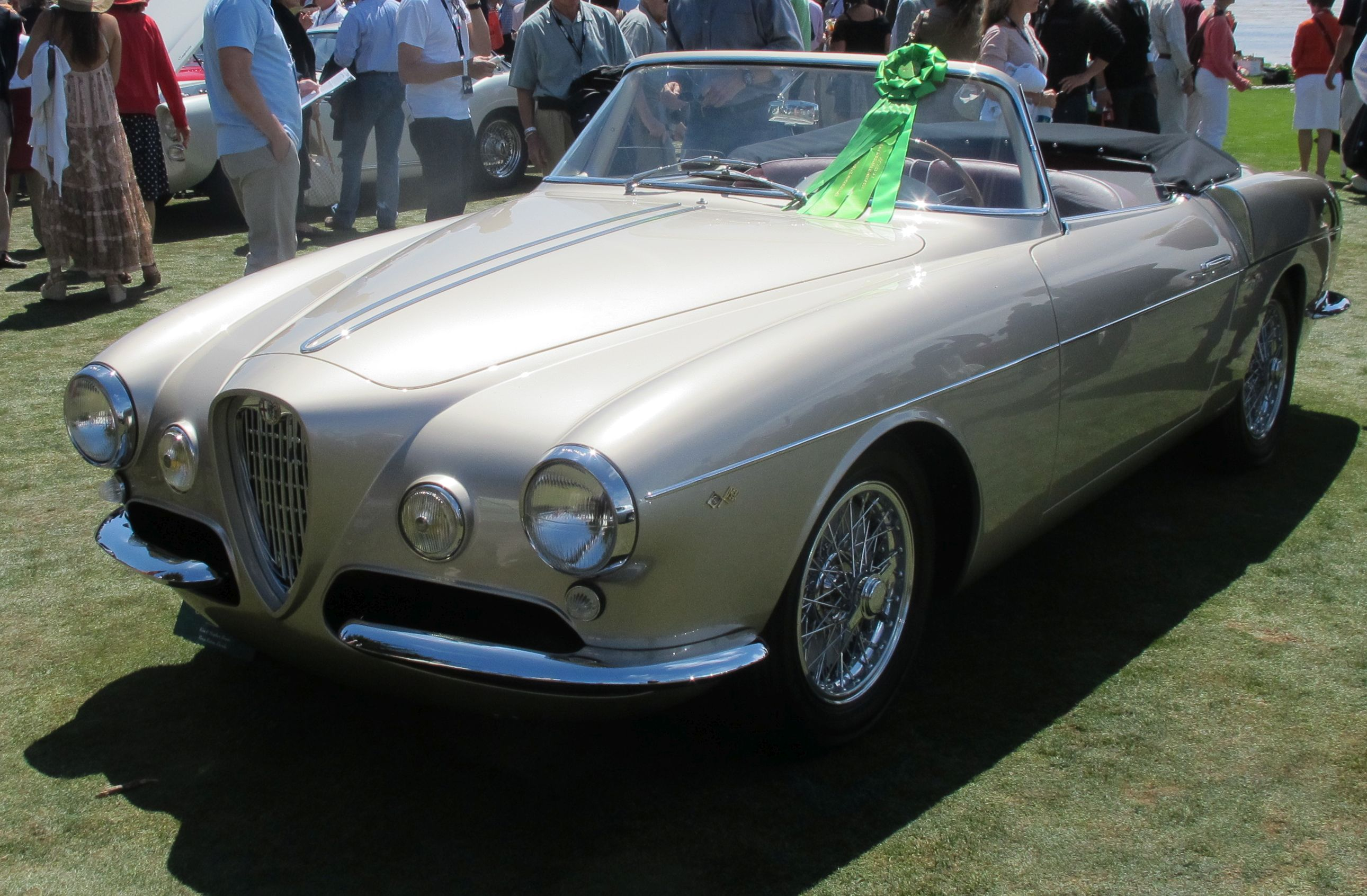
1955 Alfa Romeo 1900C SS Ghia-Aigle Cabriolet

## Lancia
- Lancia Astura Estabilimenti Farina Coupé, 1946; Cabriolé, 1947
- Lancia Aprilia Berlina Gran Lusso e Cabriolet para Stabilimenti Farina, 1947; Coupé para Vignale, 1949[8]
- Lancia Aurelia B50 Vignale Coupé; B52 Vignale Coupé, Bertone Coupé, Balbo Coupé 2+2; B53 Allemano Coupé
- Lancia Aurelia Nardi Blue Ray 1 e 2, para Vignale, encomenda de Enrico Nardi
- Lancia Appia Allemano Coupé; Cabriolé, 1957; Lusso Coupé, protótipo e automóveis de produção em série para a Vignale
- Lancia Flavia Vignale Cabriolet, se tornaria o último projeto de Michelotti para Vignale.[4]
- Conceito Lancia Mizar, 1974, baseado no Beta com quatro portas em forma de asa de gaivota
- Lancia Beta Carrera, 1975 para Felber
- Lancia Beta Felber FF, 1976

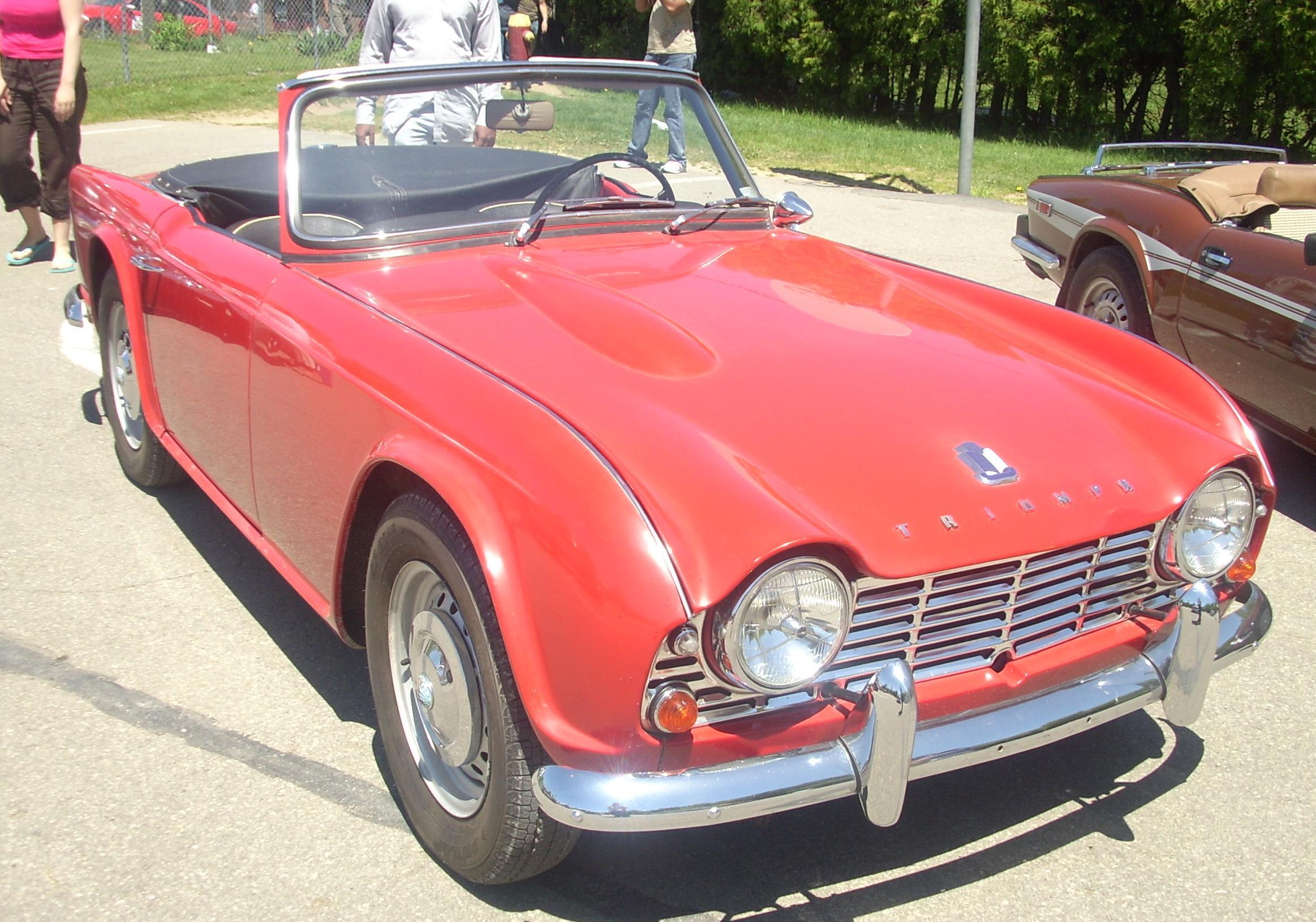
Triumph TR4
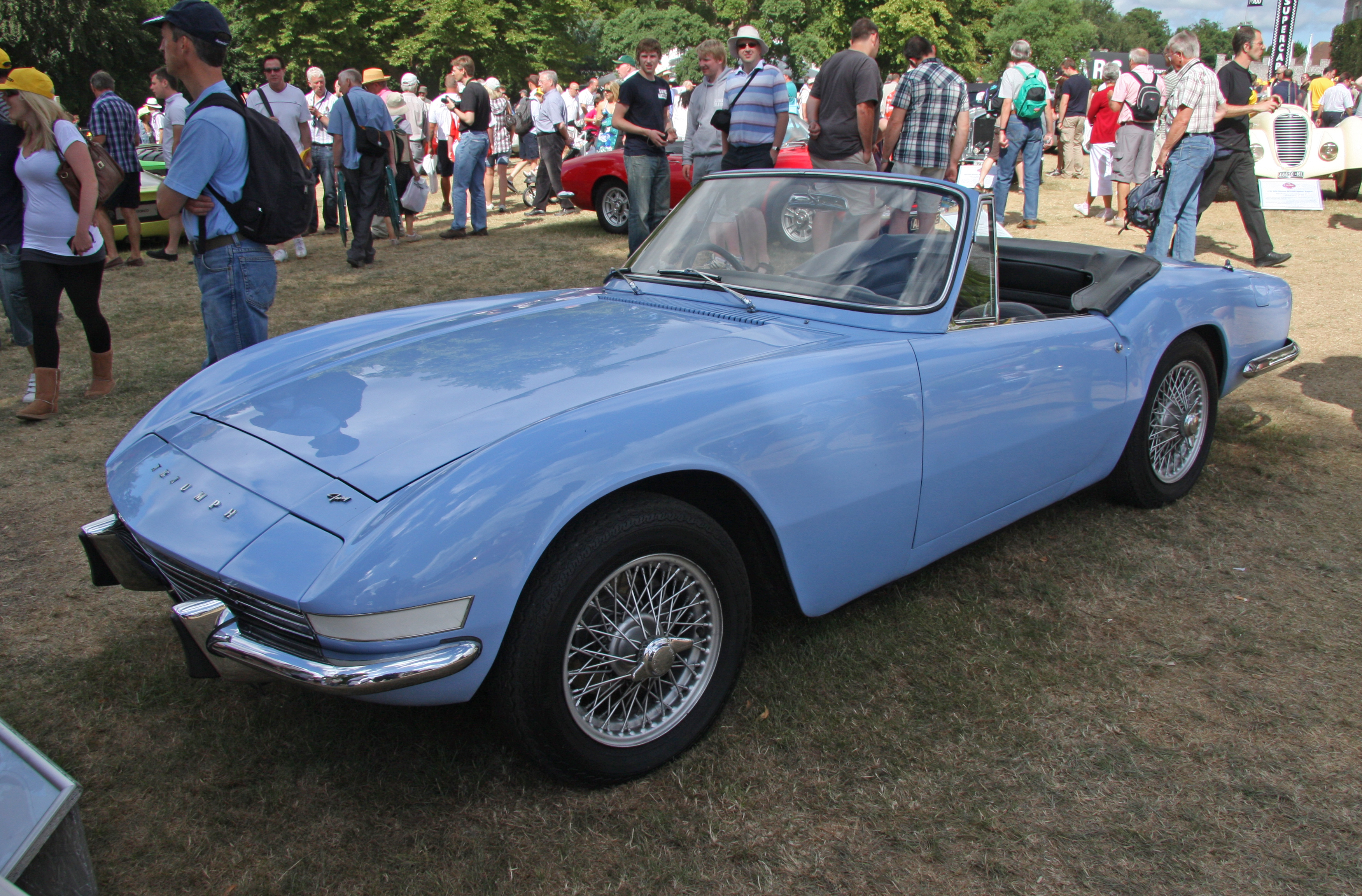
Triumph Fury (protótipo)
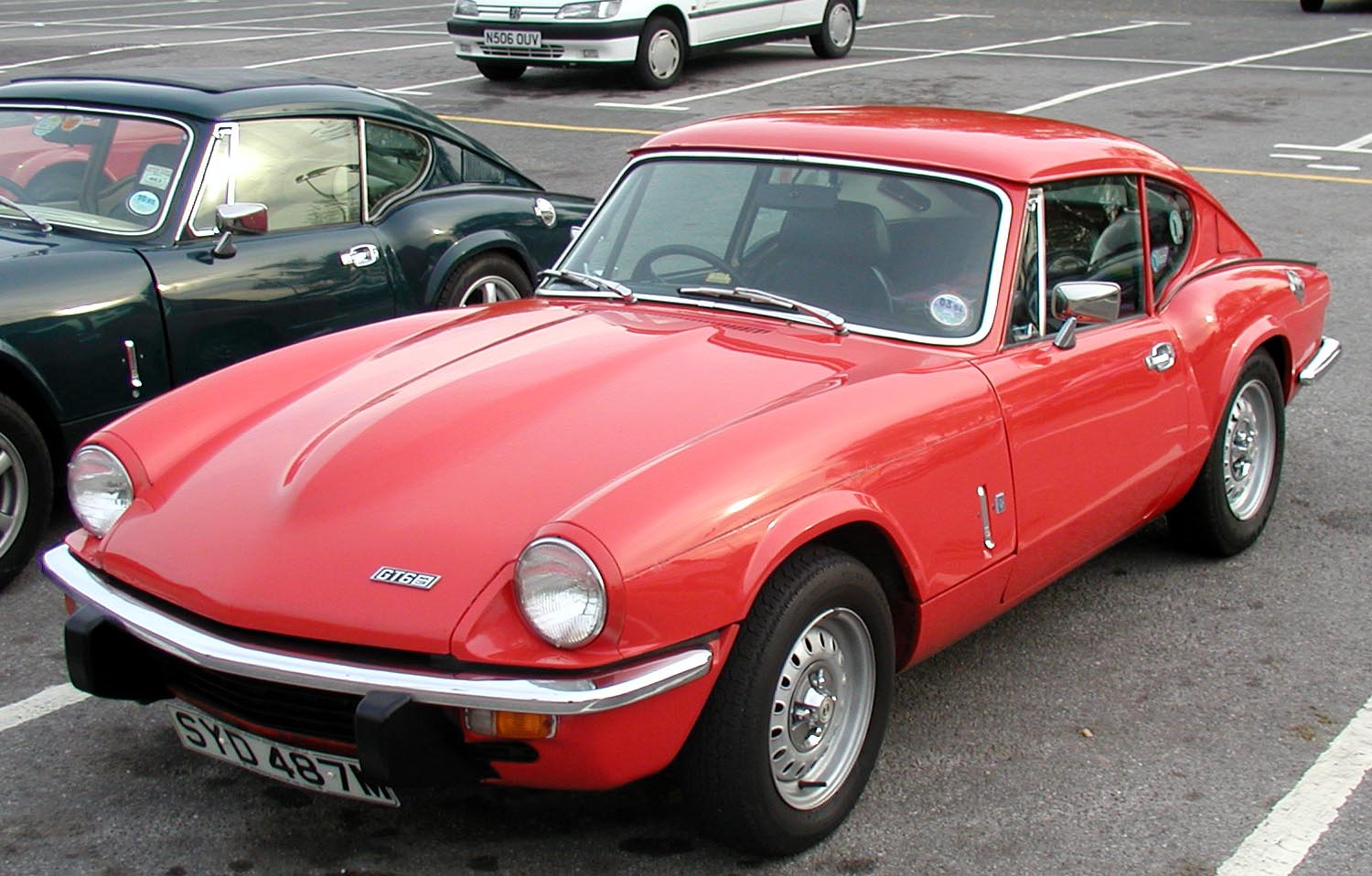
Triumph GT6
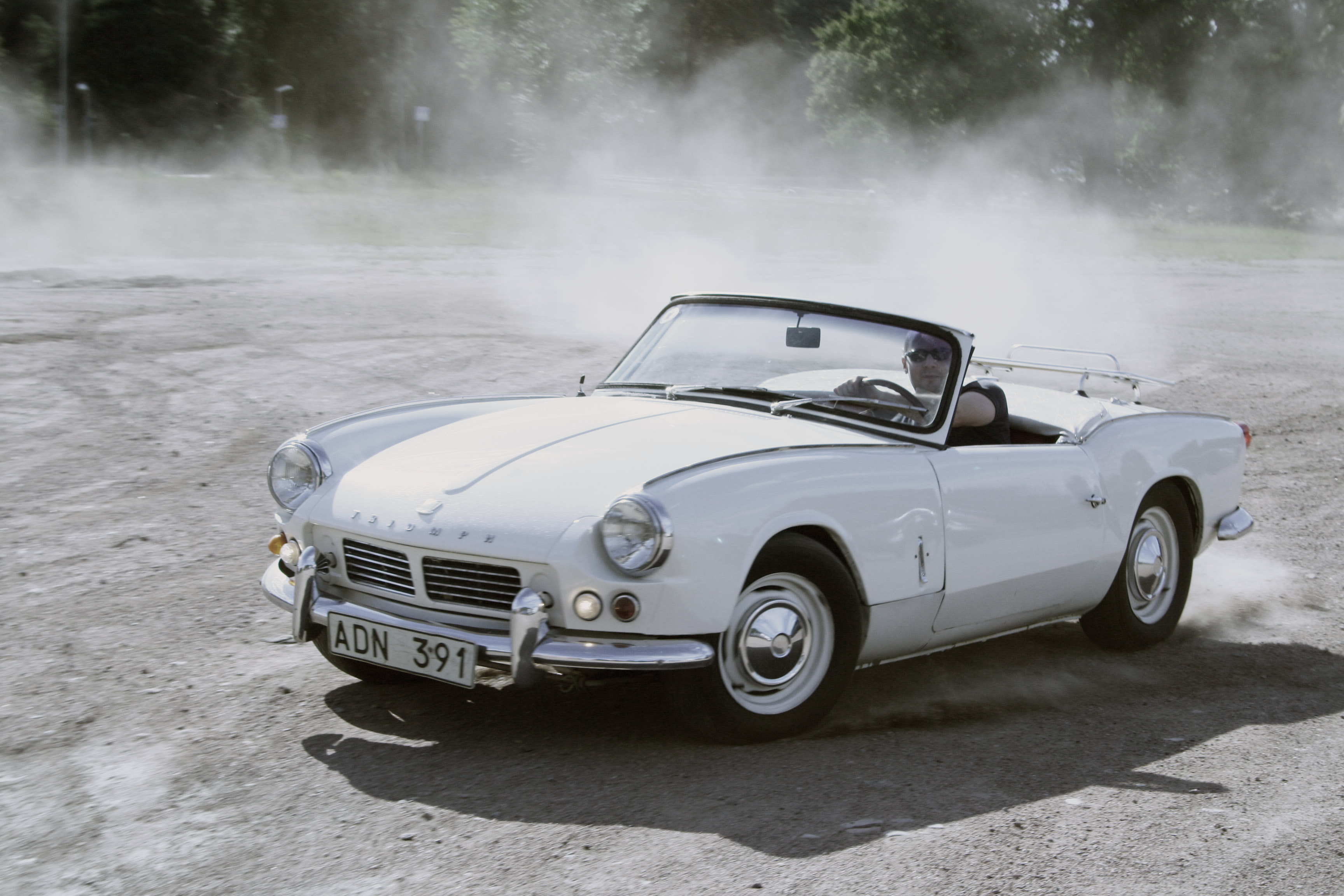
Spitfire Triumph 4 Mark 2
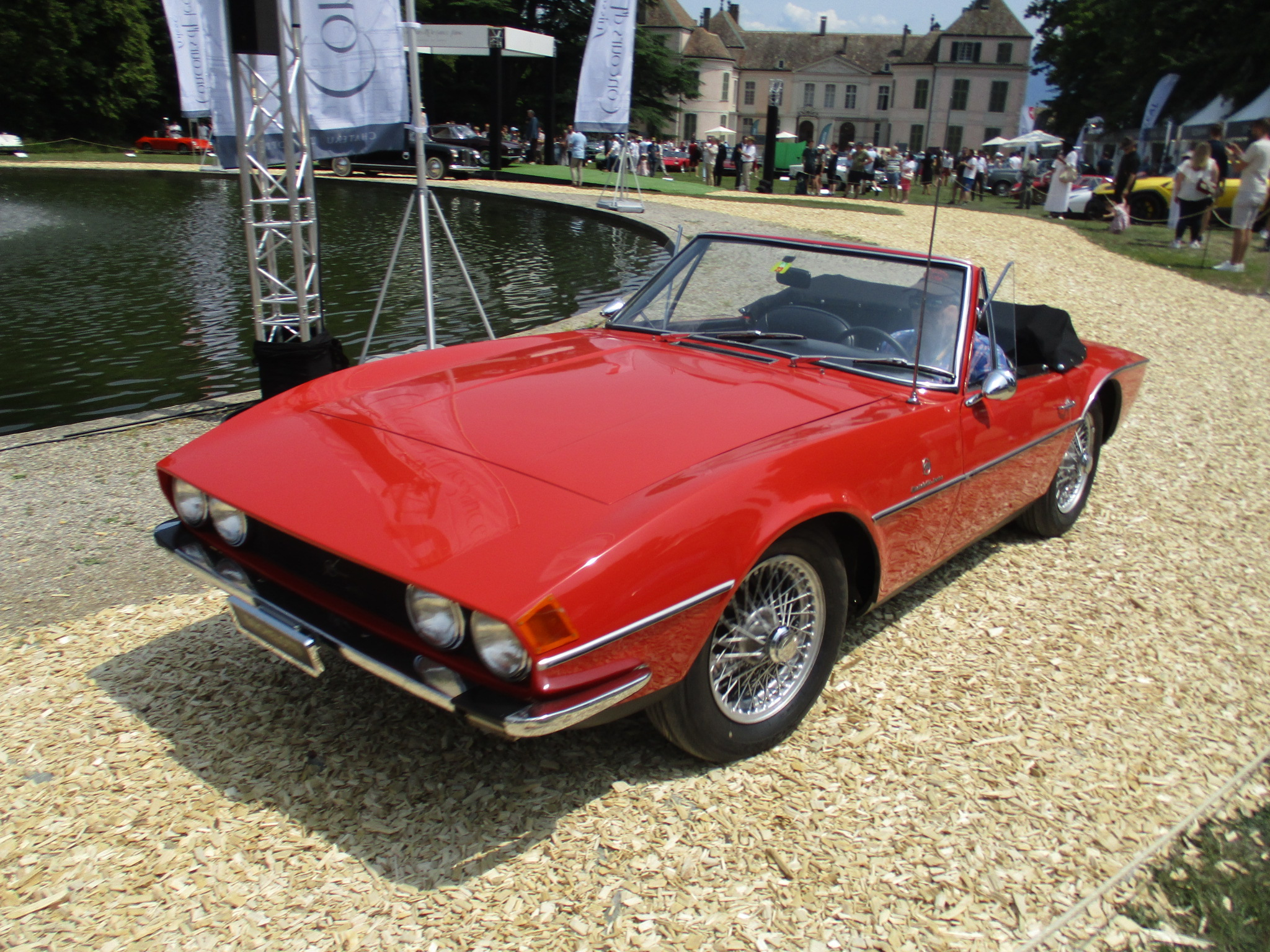
Protótipo Triumph TR5 Ginevra
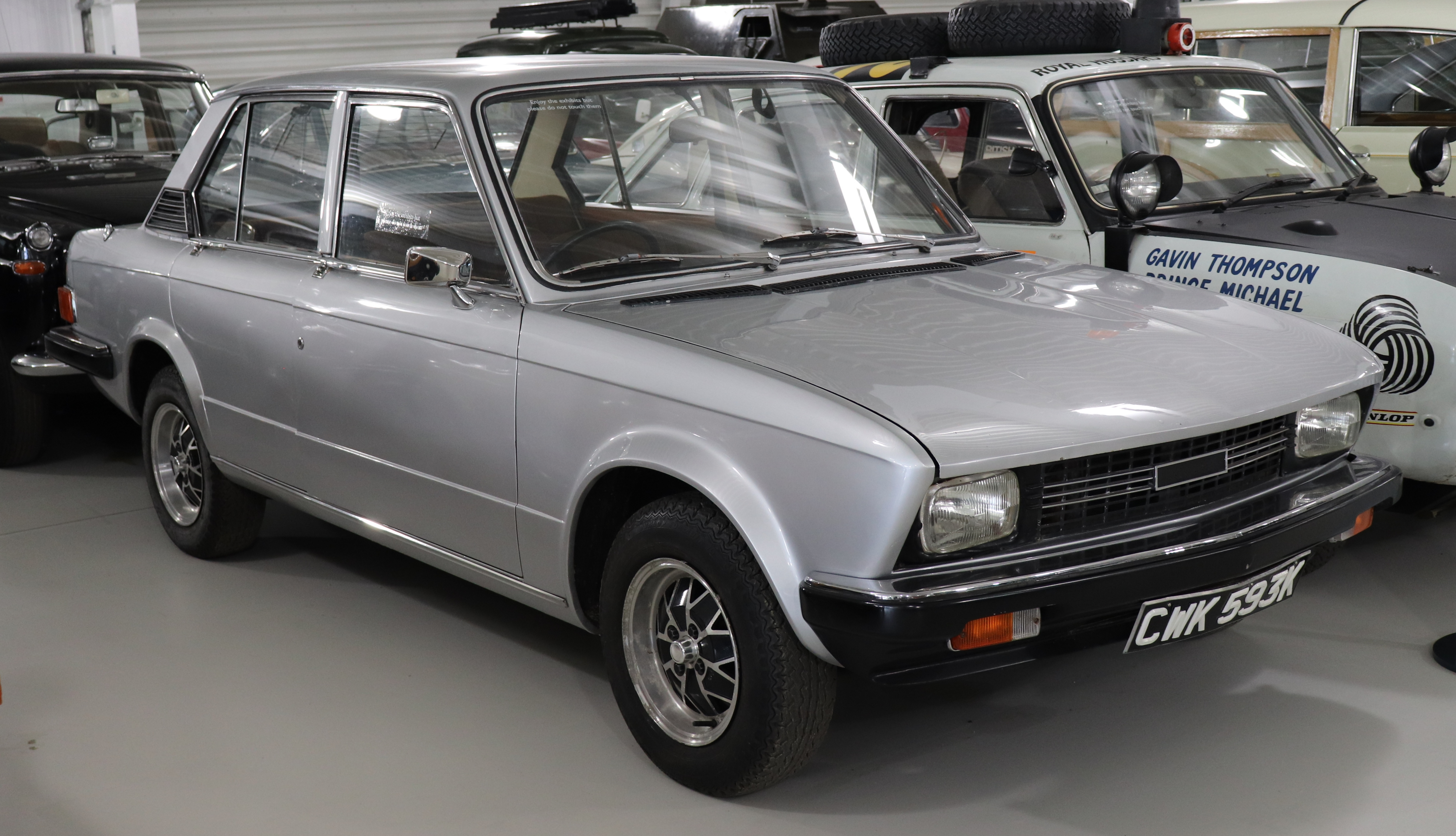
Triumph Dolomita (conceito original)

## Ferrari
- Ferrari 166 MM Coupé e Spider para Vignale
- Ferrari 166 Inter Coupé e Cabriolet para Stabilimenti Farina; Coupé para Ghia; Coupé para Vignale
- Ferrari 212 exporta Barchetta, Spider, Cabriolet e Coupé para Vignale
- Ferrari 212 Inter Coupé, Spider e Cabriolet para Ghia; Coupé, Spider e Cabriolet para Vignale; Coupé para Ghia-Aigle
- Ferrari 225 S Coupé e Spider para Vignale
- Ferrari 250 S Coupé para Vignale
- Ferrari 250 MM Coupé e Spider para Vignale
- Ferrari 250 Europa Coupé e Spider para Vignale
- Ferrari 250 Europa GT Coupé para Vignale
- Ferrari 340 America Coupé e 2+2 Coupé para Ghia; Coupé e Spider para Vignale
- Ferrari 340 Mexico Coupé e Spider para Vignale
- Ferrari 340 MM Spider para Vignale (um posteriormente atualizado para especificação de 375 MM)
- Ferrari 342 America Cabriolet para Vignale
- Ferrari 625 TF Coupé e Spider para Vignale
- Ferrari 375 MM Coupé para Ghia
- Ferrari 375 America Coupé para Vignale
- Ferrari 330 GT Michelotti Coupé
- Ferrari 275 P2 Speciale (reestruturação de 1968 de um 250 P existente de 1963, convertido para as especificações 275 P e 330 P, encomendado por Luigi "Coco" Chinetti Jr. e Robert Peak)[9][10]
- Carro de praia Ferrari 365 GTC/4 para Felber, 1976
- Ferrari 400i Meera S, 1983[11][12]
- Ferrari 365 GTB/4 Michelotti NART Spider (reestruturação de um Ferrari 365 GTB/4 existente encomendado por Luigi Chinetti, 4 construídos para uso em estrada)[13][14]
- Ferrari 365 GTB/4 Michelotti NART Spider Competizione (reestruturação de uma Ferrari 365 GTB/4 existente encomendada por Luigi Chinetti, 1 construída para a entrada do N.A.R.T. nas 24 horas de Le Mans de 1975 ) [15]

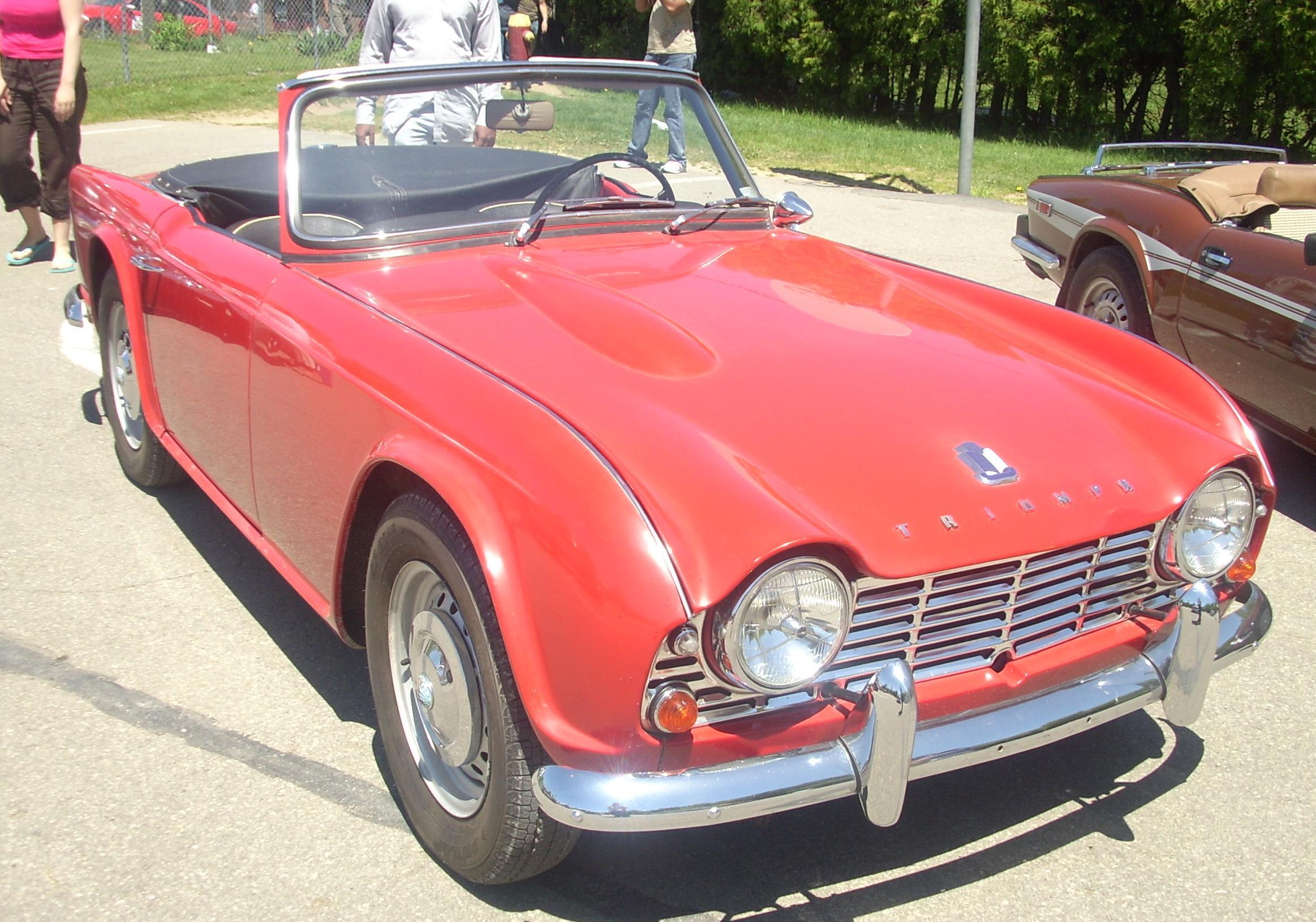
Triunfo TR4
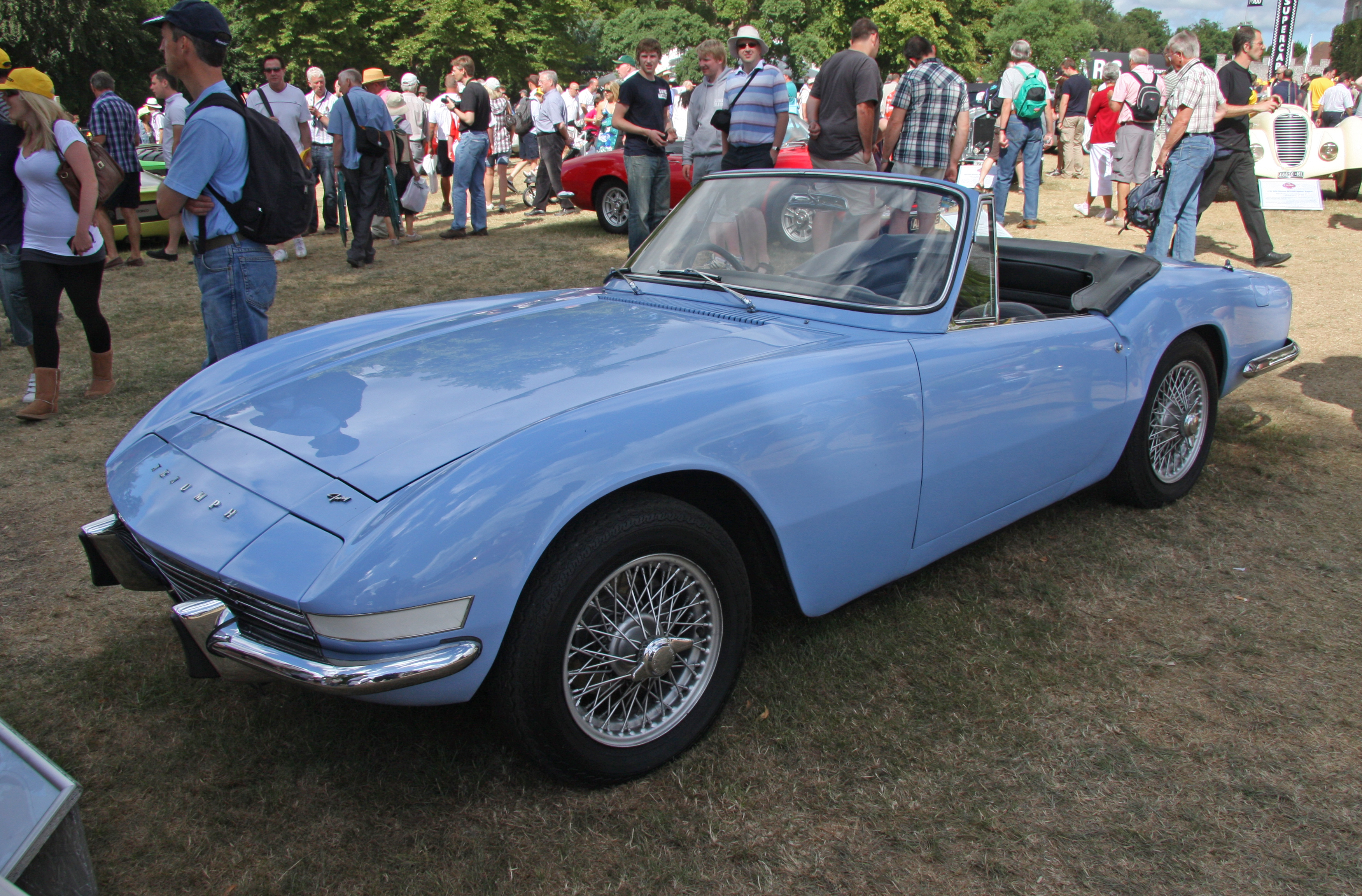
Triumph Fury (protótipo)
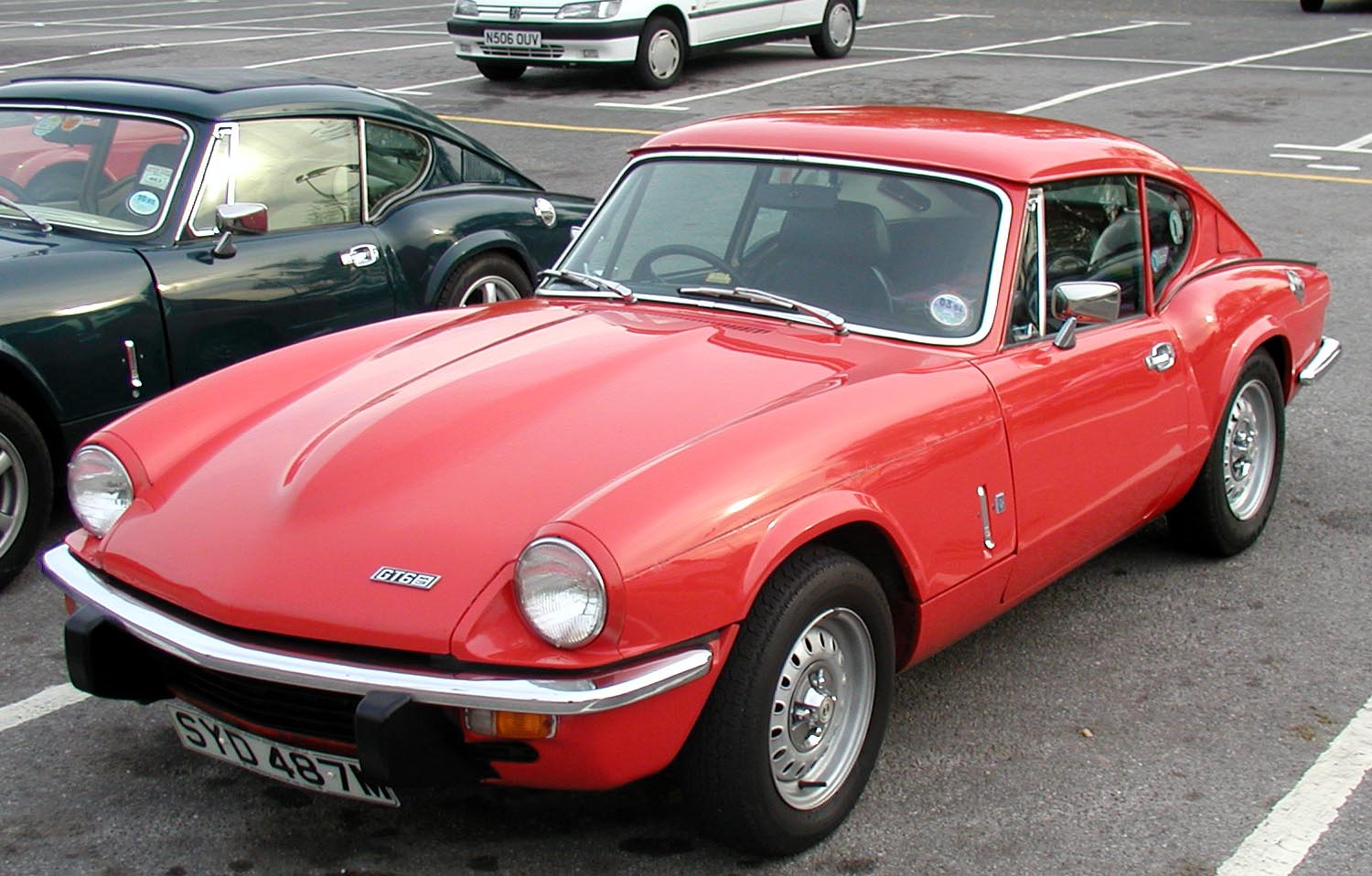
Triumph GT6
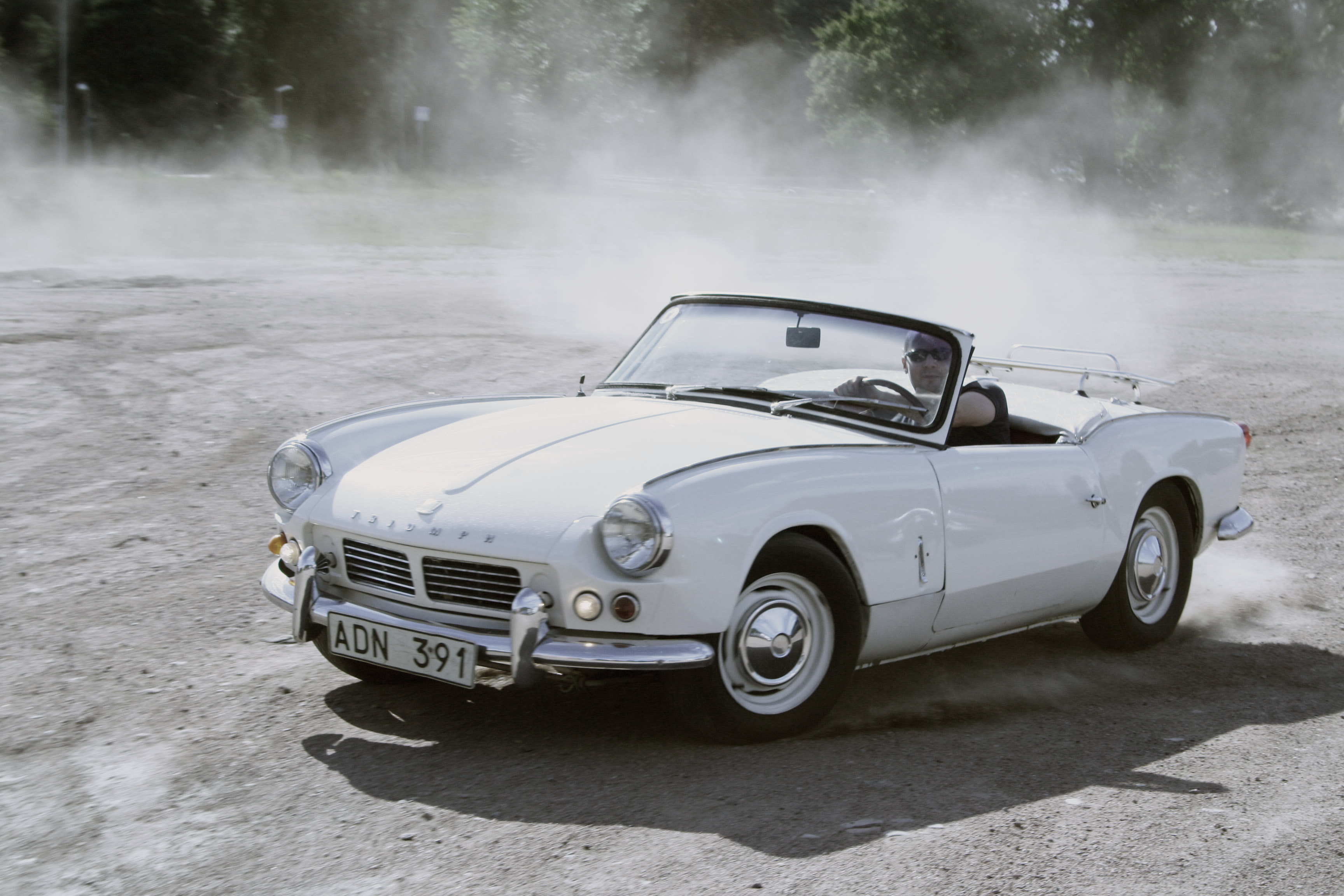
Triumph Spitfire 4 Mark 2
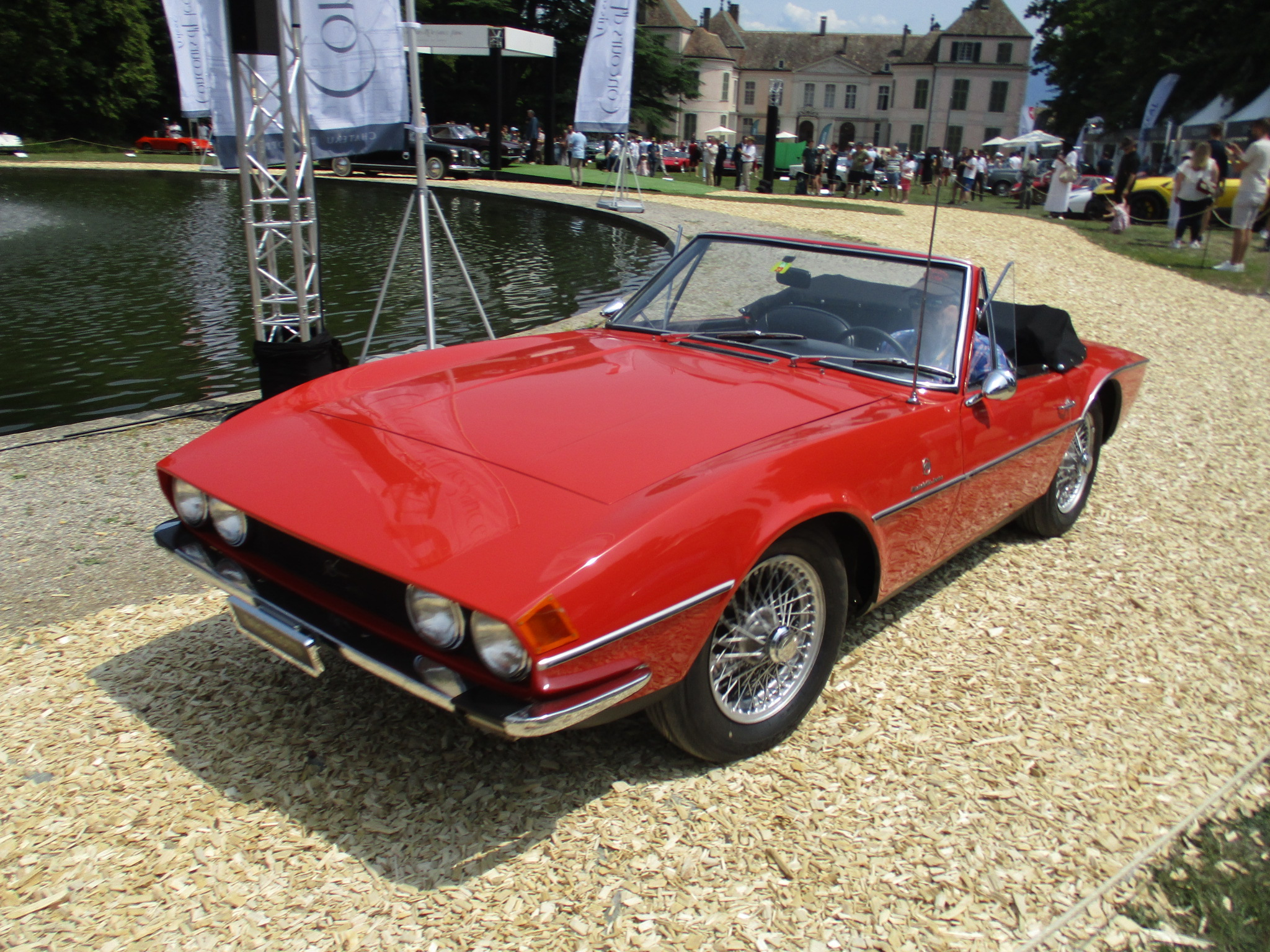
Triumph TR5 Ginevra (protótipo)
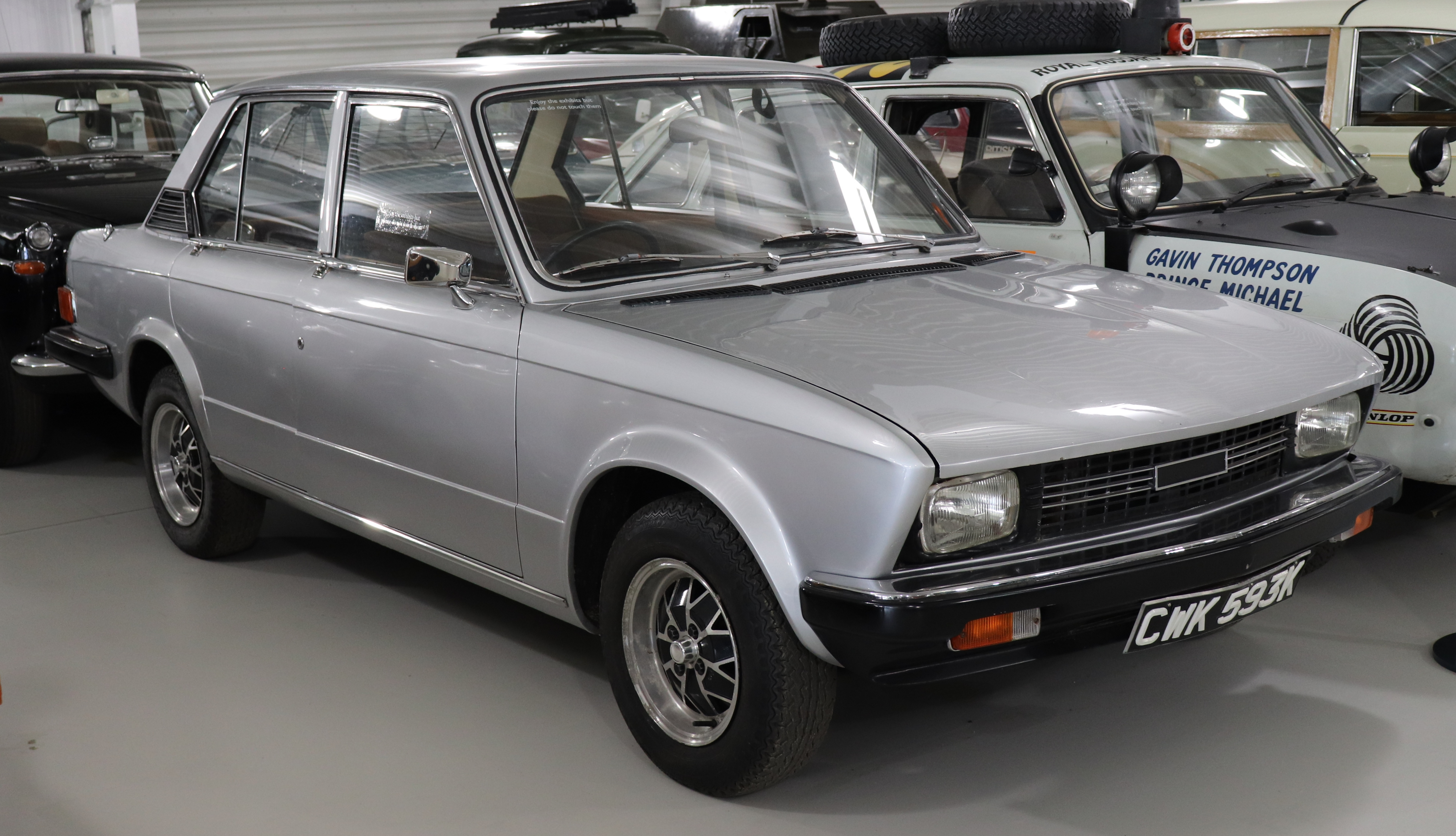
Triumph Dolomita (conceito original)

## Maserati
- Maserati A6G 2000 Vignale Coupé, Paris Show Car.
- Maserati A6G/54 2000 Allemano Coupé.
- Maserati A6GCS /53 Vignale Spider Corsa, encomendado por Tony Parravano e remodelado por Scaglietti em 1955.[3]
- Maserati 3500 GT Allemano Coupé, 2 unidades; Spyder, protótipos e carros de produção em série para Vignale.
- Maserati 5000 GT Coupé para Allemano; Coupé único realizado pela Carrozzeria Michelotti, encomendado por Briggs Cunningham.
- Maserati Sebring 1962, protótipo e carros de produção em série para a Vignale.[16]

## Triumph
A partir do final da década de 1950, Michelotti foi responsável por todos os novos modelos produzidos pela empresa britânica Triumph Motor Company, começando com uma reformulação do Standard Vanguard e passando a projetar outros modelos para a Triumph Motor Company, como:
- Triumph Herald
- Triumph Spitfire
- Triumph GT6
- Triumph TR4
- Triumph TR5 Ginevra
- Triumph 2000
- Triumph 1300
- Triumph Vitesse
- Triumph Stag
- Triumph Dolomite

Ele também criou uma série de protótipos que não entraram em produção, como o Triumph Fury. Depois de 1960, os únicos automóveis da Triumph que não foram sua obra foram o TR6 e o TR7, além do Acclaim, baseado na Honda.

## British Leyland
Depois que a empresa controladora da Triumph, Leyland Motors, tornou-se parte da British Leyland, Michelotti empreendeu uma reforma do BMC 1100 com nomes:
- Austin Victoria, de fabricação espanhola;
- Austin Apache, de fabricação sul-africana.

Ele também projetou o ônibus Leyland National e o Leyland P76, de fabricação australiana.
A associação BMW de Giovanni Michelotti começou com o BMW 700 (1959) e mais tarde com a bem-sucedida série de designs BMW New Class, dos quais o mais notável é o BMW 2002. Seus designs de sedãs esportivos mais tarde se tornaram a linguagem de design da BMW, que foi continuada e refinada por Ercole Spada até a década de 1980.

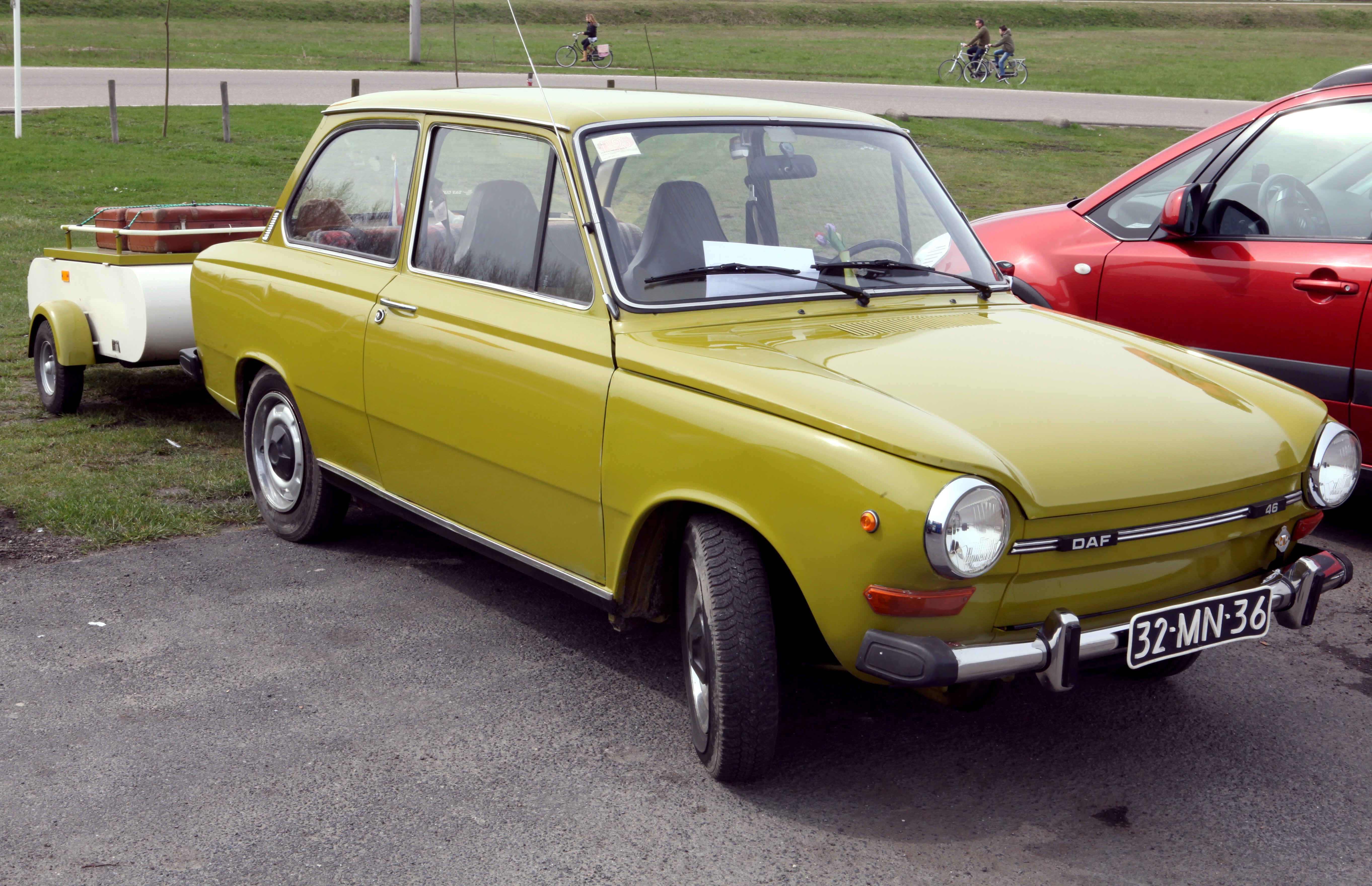
DAF 46, em design quase inalterado 44

Michelotti também trabalhou com a empresa holandesa DAF, começando em 1963 com o redesenho do antigo modelo Daffodil 31 no Daffodil 32 e DAF 33. O carro de praia Shellette também foi originalmente desenvolvido para usar os fundamentos da DAF. O DAF 44 (1966) foi um design completamente novo de sua mão e ele também ajudou a formar seus derivados 46, 55 e 66, que culminaram no Volvo 66 (1975). Em 1968, Michelotti construiu um carro-conceito baseado em seu projeto DAF 55, chamado Siluro ( italiano para torpedo ), que permaneceu em sua posse até sua morte. O carro já foi restaurado e está em posse do museu DAF em Eindhoven.

## Trabalho próprio

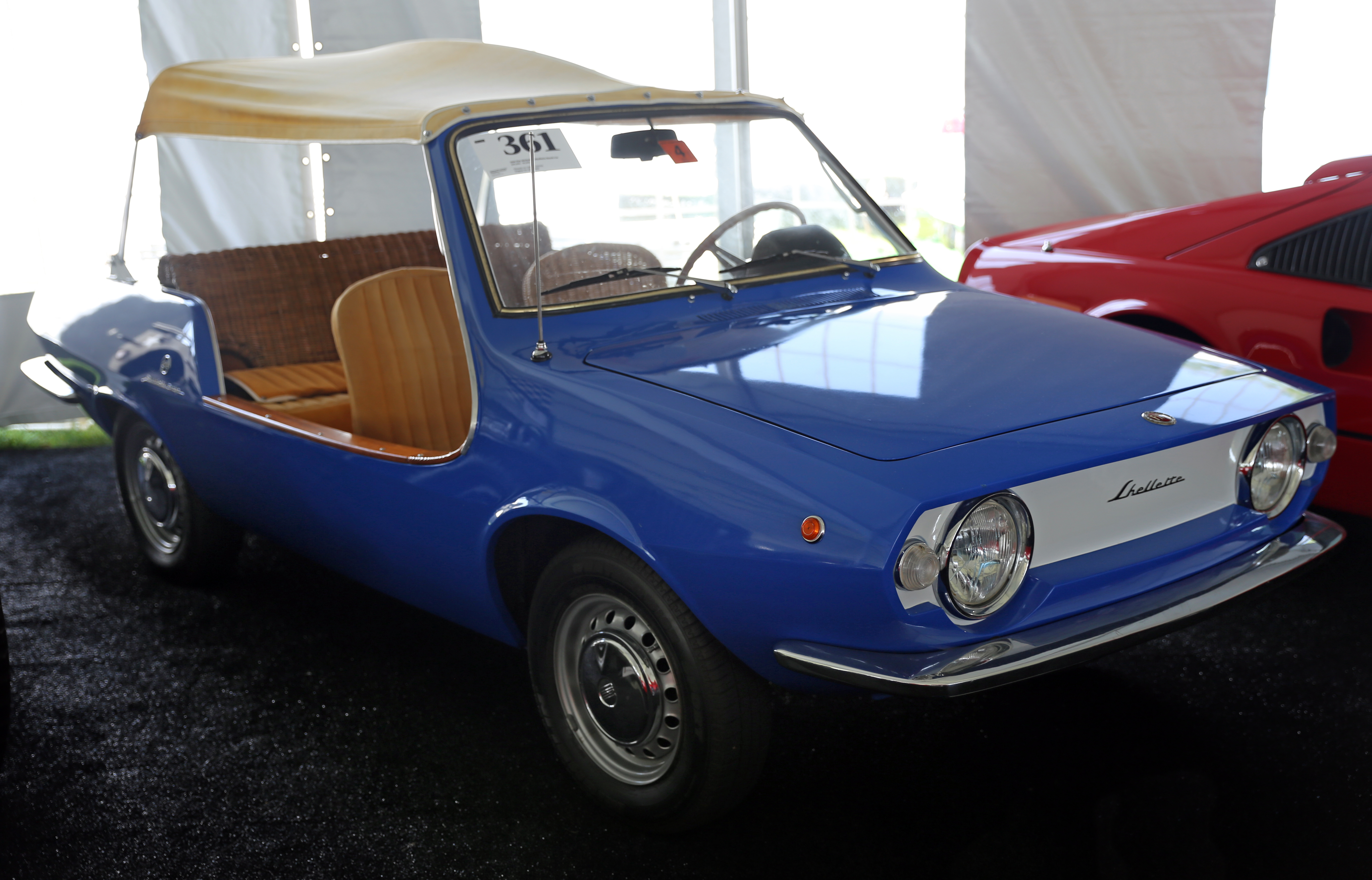
Michelotti Shellette (1969) no leilão Bonhams.

Michelotti apresentou alguns carros em seu próprio nome. O Shellette era um carro de praia com bancos de vime e painel no espírito do Ghia's, Fiat 500 e 600 Jollys. O Shellette foi projetado em colaboração com o designer de iates Philip Schell. Originalmente construído com bases DAF, foi posteriormente alterado para a mecânica do Fiat 850. Ao contrário do Ghia Jolly, o mais poderoso 47 hp (35 kW) Shellette era um carro razoavelmente útil, com aquecedor e vários outros confortos. Também era capaz de atingir 60 milhas por hora (97 km/h) velocidade de cruzeiro. Apenas cerca de 80 foram construídos, com cerca de dez ainda existentes. Compradores famosos incluíam a família real holandesa, que usou um Shellette antigo da DAF em sua propriedade de verão em Porto Ercole, e Jacqueline Onassis, que empregou um modelo posterior na ilha particular de Onassis, Skorpios.
Por volta de 1980, apareceu o "Every" baseado no Fiat 127, um veículo leve estilo buggy. Michelotti também comercializou uma versão luxuosa do Daihatsu Taft. Em 1985 foi apresentado o Michelotti PAC, um protótipo único de carro urbano (PAC "Project Automotive Commuter") baseado no Daihatsu Cuore.

## Scammell
Na década de 1960, Michelotti projetou uma cabine de plástico reforçado com vidro (GRP) para alguns caminhões fabricados pela Scammell, que se tornou parte da Leyland Motors em 1955. A cabine foi utilizada para os modelos Routeman, Handyman e Trunker. O Townsman também tinha uma cabine projetada por Michelotti.
Para outras empresas ele também projetou (lista incompleta):
- Abarth 205A Berlinetta
- Arnolt MG para Bertone
- Arnolt - Bentley para Bertone
- Aston Martin DB2/4 Bertone Drophead Coupé
- Aston Martin DB2/4 Vignale Coupé
- Alpino A106 (1955)
- Alpino A108
- Alpino A110
- Armstrong Siddeley (um carro único baseado no chassi Sapphire 234 para um cliente espanhol)
- Bugatti Tipo 252
- Cunningham C-3 Vignale Coupé e Cabriolet
- Carroceria Duple Dominant II
- Fiat 8V Coupé, Cabriolet e Demon Rouge para Vignale
- Ford Anglia Anglia Torino 105E
- Ford - Cisitalia 808 roadster[22]
- Conceito Lola Ultimo, 1981
- Facelift Matra 530 (1970)
- Hino Contessa Sprint 900 (1962)
- Hino Contessa 1300 (1965)
- Príncipe Skyline Esporte (1960)
- Reliant Scimitar SS1 (1984), que foi seu último projeto a chegar à produção, quatro anos após sua morte.
- Siata 208s (Bertone)
- Siata 1500TS
- Plymouth Silver Ray encomendado em 1960 por Enrico Nardi
- Packard Eight 'Victoria' Vignale Cabriolé
- Hillman Hunter Paykan